# Grant Allen
Pour les articles homonymes, voir Allen.
Grant Allen né le 24 février 1848 près de Kingston (Ontario) et mort le 25 octobre 1899 d'un cancer du foie à Hindhead (Surrey) était un écrivain britannique d'origine canadienne.

## Biographie
Son père était un pasteur protestant irlandais émigré au Canada lors de la grande famine en Irlande. Il était encore enfant quand ses parents quittèrent le Canada pour les États-Unis puis la France avant de se fixer au Royaume-Uni où il commença ses études d'abord à Birmingham puis au Merton College (Oxford) et enfin en France.
Il commença à enseigner à Brighton puis en Jamaïque dans un collège pour enfants noirs.
Il abandonna l'enseignement pour l'écriture en 1876 et s'installa définitivement en Grande-Bretagne. Il écrivit d'abord des articles (pour la Pall Mall Gazette de W. T. Stead par exemple) principalement scientifiques. Il fut un ardent défenseur des théories darwiniennes mais aussi de l'associationnisme d'Herbert Spencer.
À partir de 1884, il se tourna vers la fiction et écrivit une trentaine de romans jusqu'à sa mort. Certains romans féministes comme The Woman Who Did en 1895, firent scandale. Il fut aussi un écrivain de science-fiction avec par exemple The British Barbarians (1895) qui évoquait le voyage dans le temps. Son héros récurrent de romans policiers, le colonel Clay, ressemble à Arsène Lupin.

## Œuvres
- Physiological Æsthetics (1877)
- Philistia - (1884)
- Strange Stories - (1884)
- Babylon - (1885)
- Flowers and Their Pedigrees (1886)
- The Devil's Die - (1888)
- The White Man's Foot - (1888)
- This Mortal Coil (1888)
- The Jaws of Death - (1889)
- The Great Taboo - (1891)
- The British Barbarians - (1895)
- The Desire of the Eyes - (1895)
- The Woman Who Did (en) - (1895)
- An African Millionaire - (1897), publié en français sous le titre Les Exploits du Colonel Clay, Baskerville, 978-1-61227-010-4.
- The Evolution of the Idea of God - (1897)
- The Type-writer Girl - (1897) (sous le pseudonyme Olive Pratt Rayner)
- Miss Cayley's Adventures - (1899), publié en français sous le titre Les Aventures de Miss Cayley, Baskerville, 978-1-61227-128-6.
- Twelve Tales: With a Headpiece, a Tailpiece, and an Intermezzo - (1899)
- Hilda Wade - (1900), publié en français sous le titre La Vengeance de Hilda Wade, Baskerville, 978-1-61227-239-9.
- The Backslider - (1901)
- Colour Sense
- Evolutionist at Large
- Colin Clout's Calendar
- Story of the Plants
- In All Shades
- Paris